# Полярный (Чукотский автономный округ)
Поля́рный — бывший посёлок городского типа в Иультинском районе Чукотского автономного округа России.
Административно относился к Шмидтовскому району Магаданской области СССР. Упразднён в 1995 г.

## Физико-географическая характеристика

### Географическое положение
Посёлок расположен на Крайнем Севере Дальнего Востока, близ арктического побережья Чукотского моря Северного Ледовитого океана, в долине реки Пильхинкууль.
Находится за Северным полярным кругом, в зоне сплошного распространения многолетней криолитозоны.
Высшая точка — гора Купол, 849 м (хр. Эмнункэнингтун).

### Часовой пояс
Полярный находится в часовом поясе, обозначаемом по международному стандарту как Magadan Time Zone (MAGT). Смещение относительно Всемирного координированного времени +12:00 (MAGST). Смещение относительно Московского времени MSK составляет +9:00.
Полярный — одно из немногих мест в России, где применяемое время соответствует поясному времени.

### Полезные ископаемые
В бассейне реки Пильхинкууль и её правого притока Астория находится богатая золотая россыпь. Здесь же встречаются залежи полудрагоценных камней. В 12-15 км южнее Полярного обнаружены проявления коренного золота Дор и Призрак, а также россыпь реки Рогач. Вблизи посёлка имеются месторождения строительных материалов: Шпиль — керамзитового сырья, Нижнее и Пильхинское — кирпичной глины, Пильхинкуульское — строительного камня. В 27 км юго-восточнее посёлка находится рудопроявление олова Эттылян.

### Климат
Посёлок отличается крайне суровым климатом субарктического типа. Зима долгая и холодная, сильные морозы чередуются многодневными пургами. Снежный покров сохраняется 9 месяцев в году. Длительность полярной ночи составляет 45 суток. В ночном небе часто наблюдается северное сияние.
Климатическая весна наступает в мае, сопровождается густыми туманами.
Лето короткое и прохладное с частыми затяжными моросящими дождями. Из-за разреженной атмосферы грозы как таковые отсутствуют.
| Показатель                                                                 | Янв.  | Фев.  | Март  | Апр.  | Май   | Июнь | Июль  | Авг. | Сен. | Окт.  | Нояб. | Дек.  |
| -------------------------------------------------------------------------- | ----- | ----- | ----- | ----- | ----- | ---- | ----- | ---- | ---- | ----- | ----- | ----- |
| Абсолютный максимум, °C                                                    | −7,8  | −0,7  | 1,8   | 5,2   | 9,7   | 25,7 | 26,9  | 18,9 | 16,4 | 4,7   | 12,3  | −4,1  |
| Средний суточный максимум, °C                                              | −15,4 | −15,9 | −17,4 | −11,8 | −3,3  | 4,8  | 8,5   | 5,8  | 0,8  | −6,2  | −11,3 | −14,3 |
| Средний суточный минимум, °C                                               | −27,6 | −28,2 | −21,1 | −16,4 | −6,4  | 0,3  | 3     | 1,6  | −1,8 | −9,1  | −23   | −27,1 |
| Абсолютный минимум, °C                                                     | −45,7 | −46,2 | −38,9 | −49,5 | −22,4 | −7   | −13,2 | −5,8 | −16  | −22,9 | −33,2 | −40   |
| Источник: meoweather. www.meoweather.com. Дата обращения: 27 августа 2021. |       |       |       |       |       |      |       |      |      |       |       |       |

|                                           | Янв | Фев | Мар | Апр | Май | Июн | Июл | Авг | Сен | Окт | Ноя | Дек |
| ----------------------------------------- | --- | --- | --- | --- | --- | --- | --- | --- | --- | --- | --- | --- |
| Среднегод. количество дней со снегопадами | 14  | 11  | 7   | 10  | 13  | 2   | 1   | 3   | 11  | 13  | 16  | 17  |
| Среднегод. количество дней с туманами     | 0   | 0   | 0   | 0   | 2   | 9   | 7   | 8   | 4   | 1   | 0   | 0   |

## История, планировка и застройка
В 1961 году в долине реки Пильхинкууль геологами было найдено крупное золотоносное месторождение. 26 марта 1963 года постановлением № 104 Северо-Восточного совнархоза было принято официальное решение об организации прииска «Полярный» и одноимённого рабочего посёлка. Однако ещё раньше 12 декабря 1962 года на участок из Певека и с прииска «Комсомольский» пришла первая колонна в составе 15 тракторов, привёзшая оборудование, стройматериалы и всё необходимое для создающегося прииска и посёлка. Несмотря на тяжелейшие условия строительство велось быстрыми темпами.

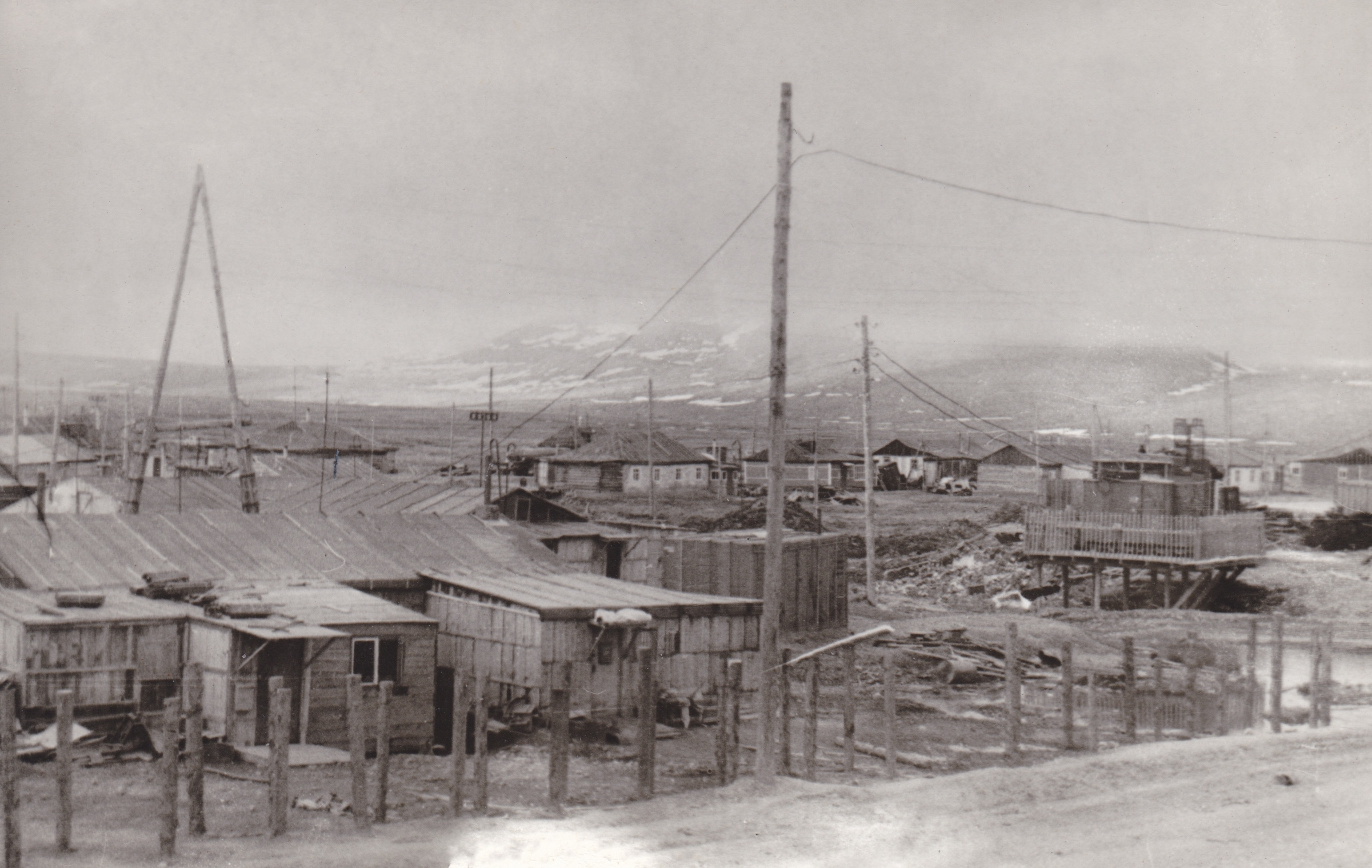
«Шанхай», южная окраина посёлка

Сам посёлок начал застраиваться из трёх мест — собственно в центре возводились двухэтажные благоустроенные дома и объекты социальной инфраструктуры. Окраины посёлка обрастали частным сектором, в просторечии — Шанха́ем. Здесь строились т. н. балки́ — каркасные домики без удобств. В северную часть посёлка были вынесены производственные подразделения, там же был построен ещё один небольшой жилой район — т. н. Бичгра́д, по большей части состоявший из одноэтажных бараков. Из-за своей относительной отдалённости отсюда был организован автобусный маршрут до построенной в 1975 году средней школы.
В северо-восточной части посёлка находилась база геологоразведчиков с жилым кварталом, который так и назывался — Разведка. В конце 1980-х гг. на улице Гайдара началось возведение жилых домов улучшенной планировки, куда стали переселять людей из неблагоустроенного жилья. Это строительство продолжалось до самого последнего момента, часть уже практически готовых домов так и не была заселена.

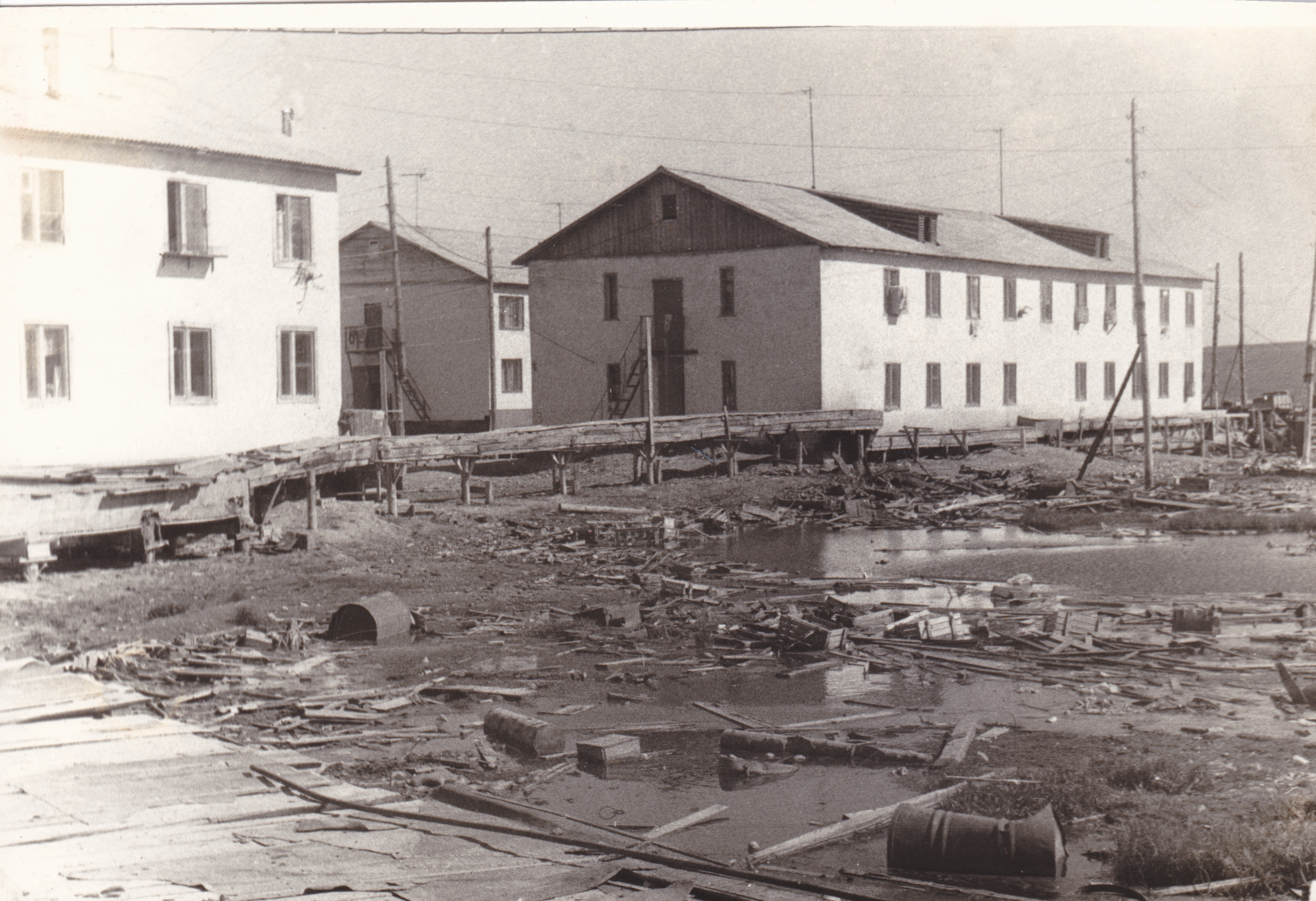
Квартал «Разведка»

В соответствии с розой ветров почти все дома были ориентированы торцами с востока на запад, фундаменты из-за мощного слоя вечной мерзлоты были свайными. Выше двух этажей здания не строили. Материалом стен капитальных жилых домов и административных зданий был толстый деревянный брус, облицовывавшийся штукатуркой или вагонкой; кровельным покрытием повсеместно являлся шифер; окна имели тройное остекление. Все уличные коммуникации — водопровод, отопление, канализация устраивались в бетонных (впоследствии заменённых на деревянные) утеплённых коробах, которые использовались жителями в качестве тротуаров. Центральные улицы, площадь и дворовые территории имели бетонное покрытие. Территория посёлка постоянно подсыпалась грунтом из карьеров, к 1974 году его перевезённый объём составил 200 тыс. м³.
Полный список улиц:
Площадь им.50-летия СССР; улицы — Беляева, Восточная, Гайдара, Донецкая, Заречная, Механизаторов, Молодёжная, Набережная, Октябрьская, Полевиков, Ростовская, Северная, Спортивная, Стахановская, Тимура, Транспортная, Тундровая, Шахтёрская, Школьная.

## Население
| 4023 | 4678 |

Несмотря на то, что Полярный входил в состав национального автономного округа, представители коренного населения здесь не проживали. Все жители посёлка были переселенцами из центральных регионов СССР.

## Экономика

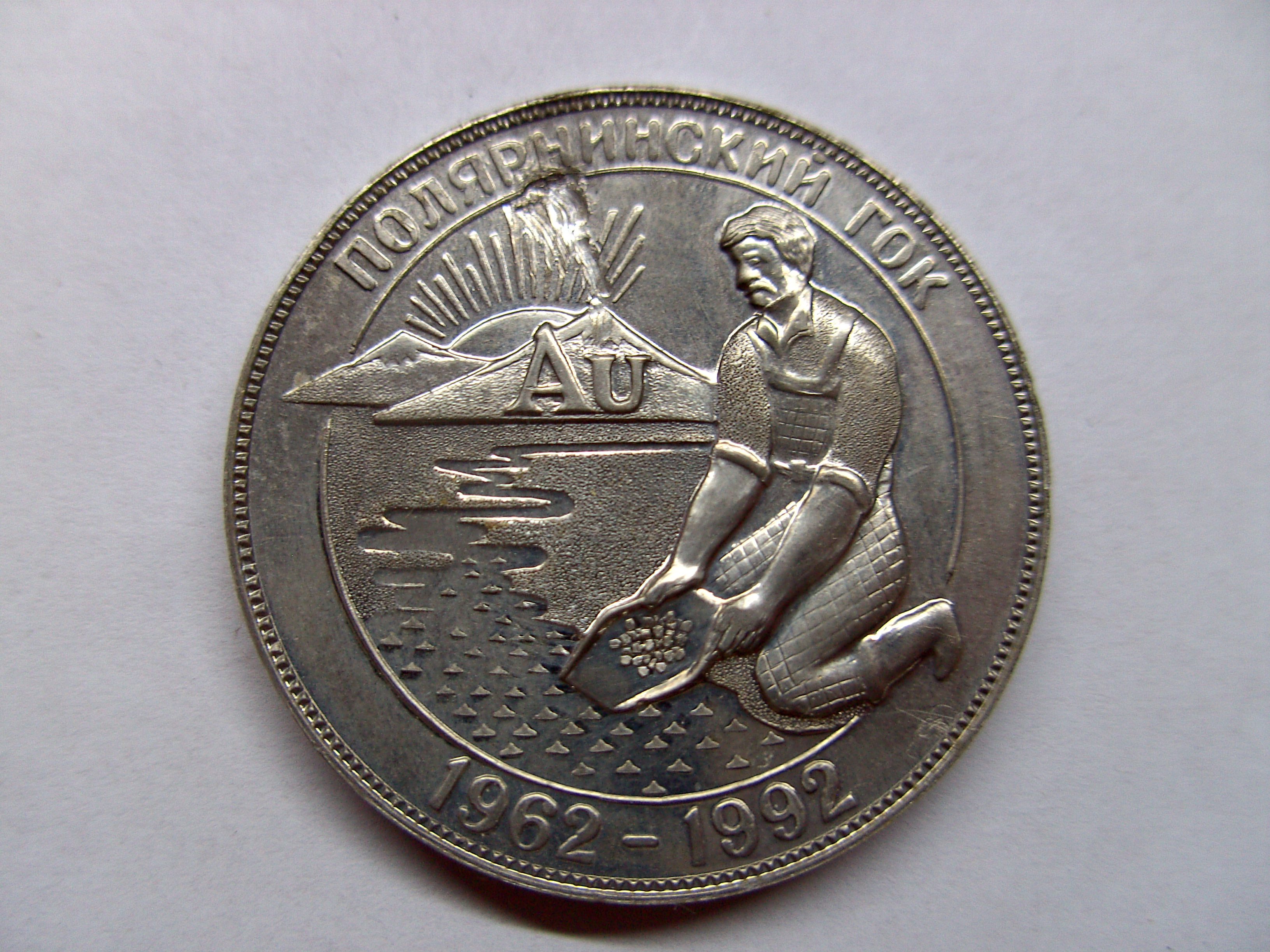
Памятный медальон, выпущенный к 30-летнему юбилею прииска

В прошлом образующее предприятие Полярнинский горно-обогатительный комбинат — самый северный прииск СССР, флагман золотодобывающей промышленности всесоюзного значения.
Непосредственно в черте посёлка находились подразделения ГОКа: головное управление, административно-бытовые комплексы карьера «Полярный» и шахты «Восточная», участок по ремонту тяжёлой землеройной техники ГПЭР (КТЗМ), кузня, кислородно-компрессорная станция.
Также действовали: строительно-монтажное управление, Полярнинская и Шмидтовская геолого-разведочные партии, автобаза, артель старателей «Полярная», свиноводческая ферма.

## Организация жизнеобеспечения посёлка
Электроснабжение населения и предприятий осуществлялось с помощью местной ДЭС, суммарная мощность которой составляла 11 МВт, однако ввиду особенностей технологических процессов промышленных потребителей случались частые перебои с подачей электроэнергии. Для покрытия дефицита электроэнергии были задействованы мощности плавучей турбинной станции ПлЭС-4 проекта «Северное сияние», установленной в 1978 году на Мысе Шмидта, куда была протянута высоковольтная ЛЭП.
Теплоснабжение посёлка обеспечивалось котельной первой категории, первоначально работающей на угле и впоследствии переведённой на жидкое топливо. Также действовала вспомогательная котельная Спутник.
Подача воды осуществлялась по двухкилометровому водоводу из искусственного водоёма, находящегося южнее посёлка. Из-за своего происхождения накопленная вода была очень мягкой, при этом невысокого качества из-за недостаточной очистки.
Сбор и вывоз бытового мусора осуществлялся с помощью тракторных волокуш и складировался на полигоне на северо-восточной окраине посёлка.
Действовали метеостанция, пожарная часть.

## Социальная инфраструктура
- Поселковая больница со стационаром на 50 коек и поликлиникой.
- Средняя школа, вечерняя школа, музыкальная школа, ДЮСШ, ясли-сад, детский сад «Медвежонок».
- Клуб, поселковая библиотека, книжный магазин, бытовой комбинат, гостиница, спортзал, крытый хоккейный каток.
- Пекарня, 4 продовольственных магазина, столовая, кулинария, кафе.
- Почта, переговорный пункт, теле-радиоузел, отделение Сбербанка.

Всё заброшено.

## Транспорт

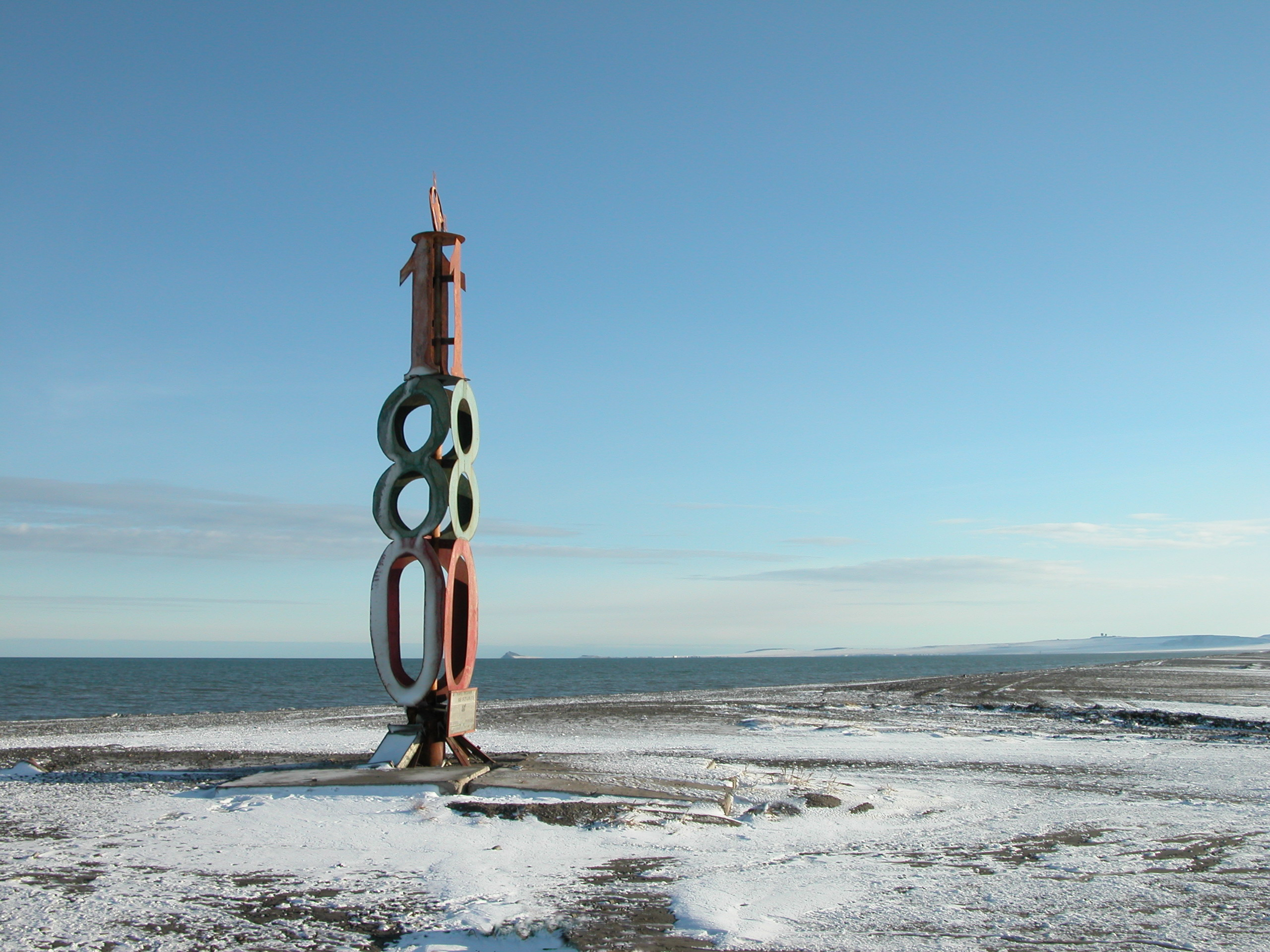
Стела «180-й меридиан» на трассе Мыс Шмидта-Полярный

Основным способом доставки грузов был морской путь в период летней навигации через Шмидтовский морской порт и причал поселка Ленинградский.
Единственной круглогодичной насыпной автодорогой была тридцатикилометровая трасса, связывающая Полярный с соседним посёлком и одноимённым прииском Ленинградский. Автозимники каждый сезон устраивались в направлении Мыса Шмидта с дальнейшим выходом на Иультин и Эгвекинот, и месторождения Кувет.
Существовал также летний вариант маршрута до Шмидта длиной около 170 км, проходящий преимущественно вдоль русел рек, время в пути составляло 12-14 часов.
Основу автопарка посёлка составляли грузовые и вахтовые Уралы, тягачи К-700 (Кальмар), легковые УАЗ-469, вездеходы ГТ-С и ГТ-СМ. На карьерах работали тяжёлые самосвалы БелАЗ и Татра.
По ряду причин, личного автотранспорта у местных жителей не имелось, вместе с этим широкое распространение получили мотоциклы, мопеды, снегоходы, а также самодельные болотоходы разнообразной конструкции.

### Авиация
Приём воздушного транспорта на регулярной основе с 1969 года происходил с грунтово-галечной авиаплощадки длиной 450 м, расположенной в двух километрах севернее посёлка, на месте выровненных отвалов отработанного карьера. Пассажирские и почтовые перевозки осуществлялись с райцентром и с г. Певек. Принимались борта Ан-2 и Ан-28, а также вертолёты. Из-за непредсказуемых погодных условий приём самолётов часто откладывался на несколько дней и даже недель. В 1992 году авиаполоса была ликвидирована.

## Телевидение и связь
Первоначально телевизионный ретранслятор был установлен на горе восточней посёлка (из-за характерного облика которой жители прозвали её Гроб-сопкой), однако станция была быстро демонтирована и перенесена на другую, более высокую сопку в отрогах хребта Анкакэныгтон.
Впервые телевидение появилось в 1979 году с показом Первой программы ЦТ с помощью спутниковой системы Орбита, в 1986 году начались передачи Второй программы. В самом начале 1990-х был организован местный телеканал, где показывались поселковые новости, жители заказывали музыкальные поздравления, а по вечерам транслировались популярные западные видеофильмы. Иногда в эфир запускали программы аляскинского телевидения.
В посёлке действовала проводная телефонная связь, местная АТС имела больше сотни абонентов с трёхзначной нумерацией. В последние годы существования Полярнинского ГОКа последний запустил ведомственную мобильную сеть, предположительно стандарта NMT-450.
Для устойчивой связи использовалась загоризонтная станция тропосферной линии связи «Баклан» Р-408, обеспечивающая привязку к ТРРЛ «Север».

## Ликвидация посёлка
В начале 1990-х годов на всём Крайнем Севере сложилась тяжёлая социально-экономическая ситуация, которая не обошла стороной и Полярный. Запасы месторождений истощались, требовалось внедрение современных эффективных технологий по извлечению золота. Однако новое руководство прииска решило перейти к производству вахтовым методом, были проведены массовые сокращения, труд оставшихся работников подвергался нещадной эксплуатации. В 1994 году была закрыта школа, часть жителей получила компенсационные выплаты и выехала в центральные регионы страны, часть была расселена по соседним посёлкам. В 1995 году посёлок был официально ликвидирован, оставшиеся жители пребывали в ужасных условиях — теплоснабжение осуществлялось с перебоями, электричество также подавалось по 2-3 часа в день, транспортная связь почти прервалась. Не дождавшись получения выплат, бросая вещи последние жители стали покидать посёлок, и к 1998 году он окончательно опустел.

## Современное состояние
В настоящее время большинство домов полуразрушено, многие здания уничтожены пожарами. На окраине посёлка ещё действует старательская артель «Полярная», где вахтовым методом работает несколько десятков человек.

## Галерея

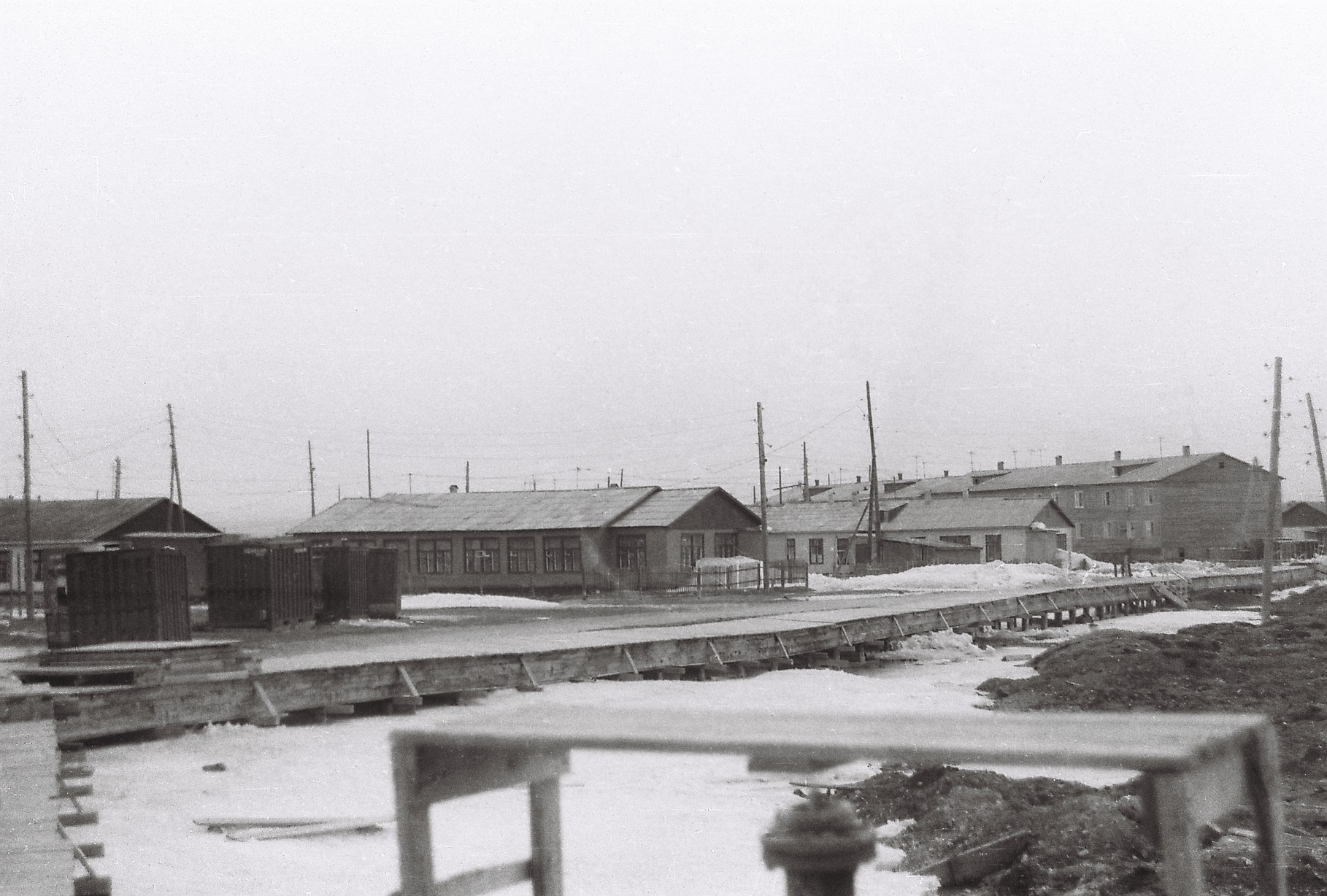
Детский садик
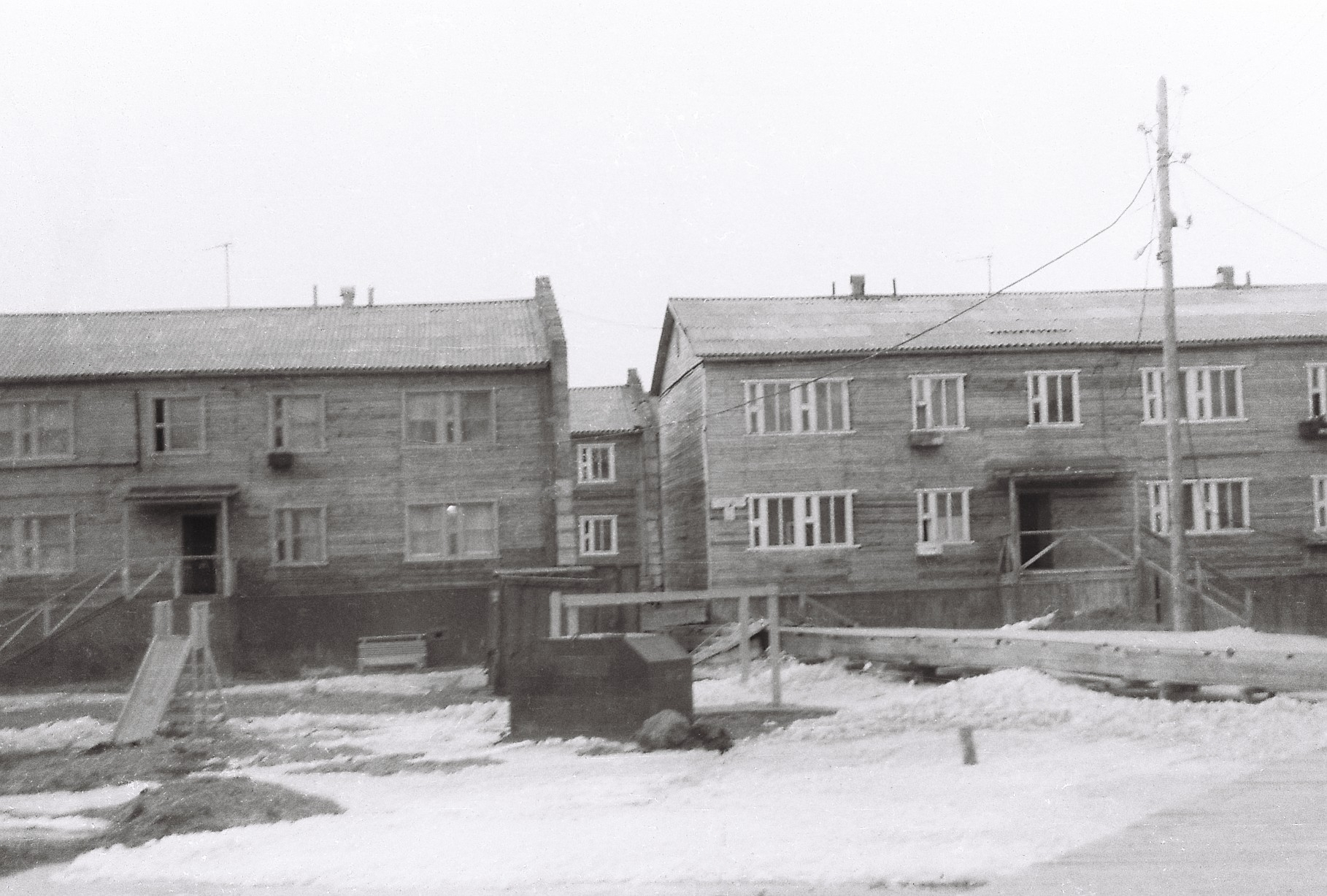
ул. Гайдара
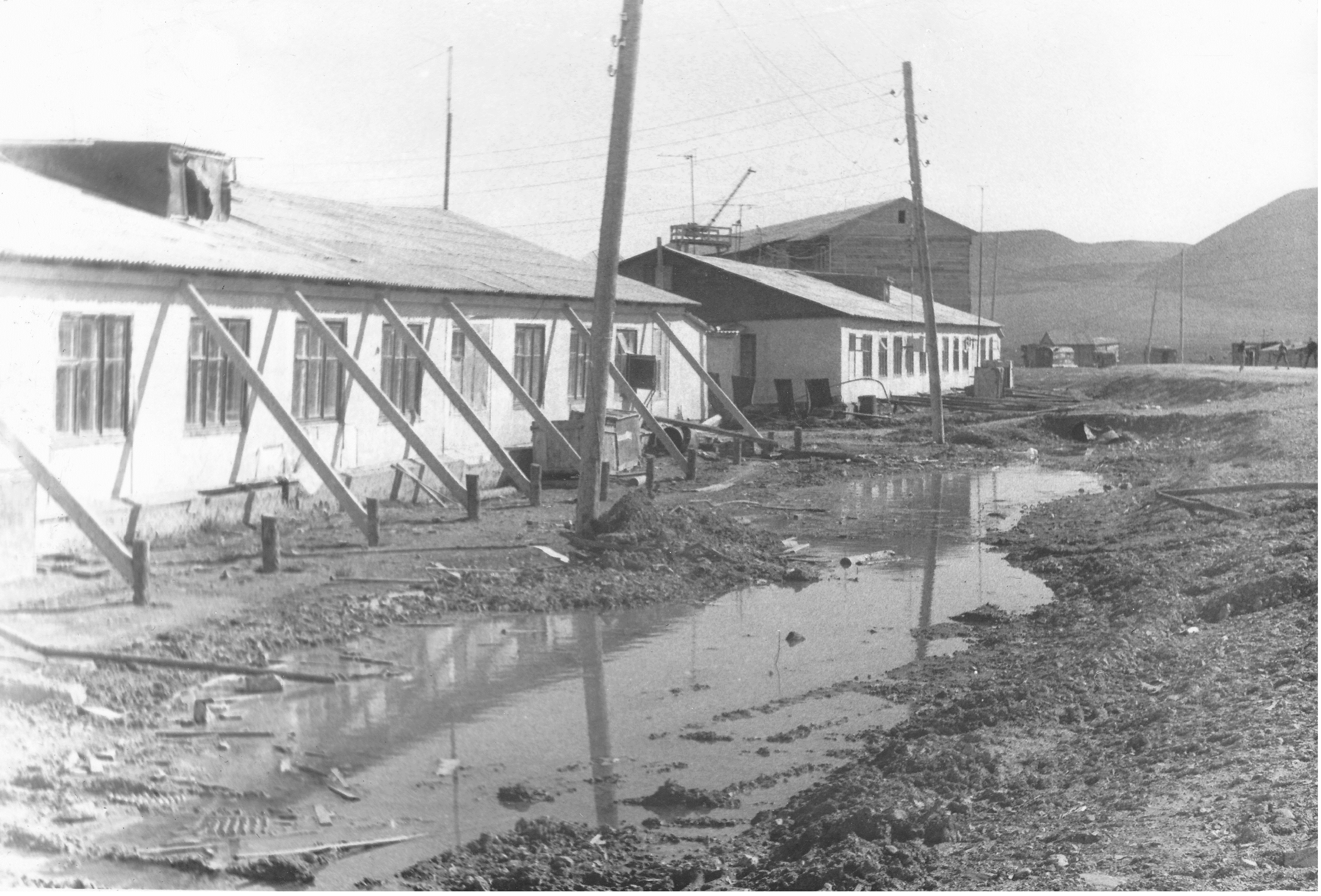
Бараки

## Топографические карты
- Лист карты R-60-XXIX,XXX Полярный. Масштаб: 1 : 200 000. Состояние местности на 1981 год. Издание 1988 г.
- Лист карты R-60-В,Г Полярный. Масштаб: 1 : 500 000. Состояние местности на 1986 год.
- Лист карты R-59,60 Певек.  Масштаб: 1 : 1 000 000. Издание 1986 г.